# Кейтлін Осмонд
Кейтлін Осмонд (англ. Kaetlyn Osmond, 5 грудня 1995, Мерістаун, Канада) — канадська фігуристка, що виступала в жіночому одиночному катанні. Олімпійська чемпіонка (командний турнір, 2018), срібна та бронзова призерка Олімпійських ігор (командний турнір, 2014; особистий турнір, 2018), срібна призерка Світової першості (2017), триразова чемпіонка Канади (2013, 2014, 2017), переможниця турнірів Skate Canada (2012) та Nebelhorn Trophy (2012, 2015). 
Золоту олімпійську медаль та звання олімпійської чемпіонки Осмонд здобула в складі збірної Канади в командних змаганнях Пхьончханської олімпіади 2018 року. На Сочинській олімпіаді збірна Канади була другою, що принесло Осмонд срібну олімпійську нагороду. Бронзову олімпійську медаль в одиночному жіночому катанні Осмонд здобула на Пхьончханській олімпіаді. 
Чемпіонкою світу Осмонд стала на чемпіонаті 2018 року, що проходив у Мілані. 

## Спортивні досягнення

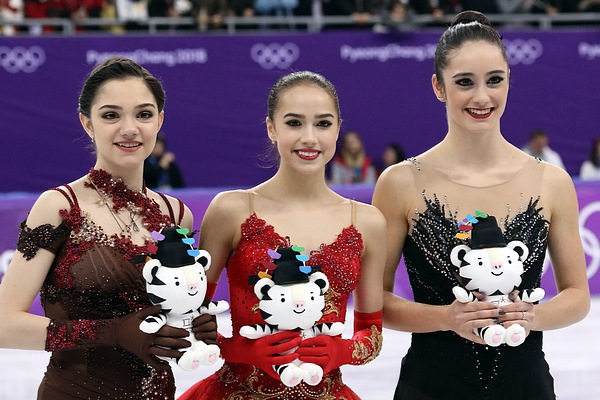
Призерки Олімпійських ігор 2018 (зліва направо): Євгенія Медведєва (срібло), Аліна Загітова (золото), Кейтлін Осмонд (бронза)

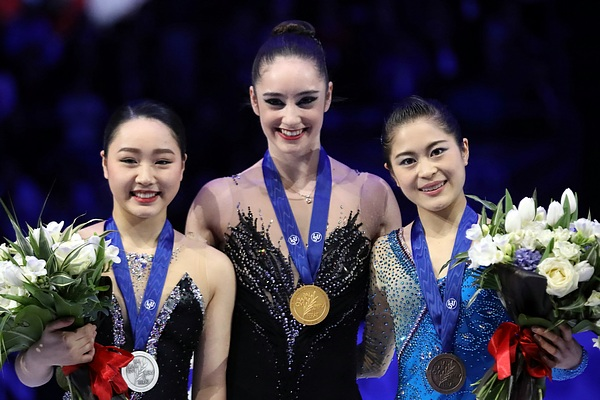
Призерки Чемпіонату світу 2018 (зліва направо): Вакаба Хігучі (срібло), Кейтлін Осмонд (золото), Сатоко Міяхара (бронза)

| Змагання                                                     | 08/09 | 09/10 | 10/11 | 11/12 | 12/13 | 13/14 | 15/16 | 16/17 | 17/18 |
| ------------------------------------------------------------ | ----- | ----- | ----- | ----- | ----- | ----- | ----- | ----- | ----- |
| Олімпійські ігри — одиночні змагання                         |       |       |       |       |       | 13    |       |       | 3     |
| Олімпійські ігри — командні змагання                         |       |       |       |       |       | 2     |       |       | 1     |
| Чемпіонат світу                                              |       |       |       |       | 8     | 11    |       | 2     | 1     |
| Командний Чемпіонат світу                                    |       |       |       |       | 2/7   |       |       |       |       |
| Чемпіонат чотирьох континентів                               |       |       |       |       | 7     |       | 6     | 4     |       |
| Чемпіонат Канади                                             | 1 N.  | 3 J.  | 6 J.  | 3     | 1     | 1     | 3     | 1     | 2     |
| Фінал Гран-прі                                               |       |       |       |       |       |       |       | 4     | 3     |
| Етап Гран-прі: Skate Canada                                  |       |       |       |       | 1     |       | 11    | 2     | 1     |
| Етап Гран-прі: NHK Trophy                                    |       |       |       |       |       |       | 6     |       |       |
| Етап Гран-прі: Cup of China                                  |       |       |       |       |       |       |       | 2     |       |
| Етап Гран-прі: Trophée de France                             |       |       |       |       |       |       |       |       | 3     |
| Nebelhorn Trophy                                             |       |       |       |       | 1     |       | 1     |       |       |
| Finlandia Trophy                                             |       |       |       |       |       |       |       | 1     |       |
| Autumn Classic International                                 |       |       |       |       |       |       |       |       | 1     |
| Чемпіонат світу серед юніорів                                |       |       |       | 10    |       |       |       |       |       |
| Етап Гран-прі серед юніорів: Чехія                           |       |       | 10    |       |       |       |       |       |       |
| Етап Гран-прі серед юніорів: Японія                          |       |       | 9     |       |       |       |       |       |       |
| Рівні: N. = дитячій рівень (новачок); J. = юніорський рівень |       |       |       |       |       |       |       |       |       |

## Виноски
1. ↑  L'Encyclopédie canadienne, The Canadian Encyclopedia
2. ↑  Freebase Data Dumps — Google.
3. ↑  http://www.isuresults.com/bios/isufs00012655.htm
4. ↑  Team event results. Архів оригіналу за 21 липня 2020. Процитовано 14 лютого 2018.